# Thetidia smaragdaria
Thetidia smaragdaria là một loài bướm đêm trong họ Geometridae.
Phạm vi phân bố loài này trên toàn khu vực Palearctic với ghi nhận từ nhiều nước châu Âu. Phân loài Anh Thetidia smaragdaria maritima được nhìn thấy lần cuối cùng vào năm 1991. Trong năm 2004, mẫu vật đầu tiên được thu thập từ Thụy Điển.
Sải cánh dài 27–35 mm. Có một lứa mỗi năm với bướm trưởng thành bay từ giữa tháng sáu đến giữa tháng bảy. Ấu trùng ăn Artemisia maritima và Achillea millefolium. Ấu trùng có thể được tìm thấy từ tháng 7 đến tháng 6 năm tiếp theo

## Hình ảnh

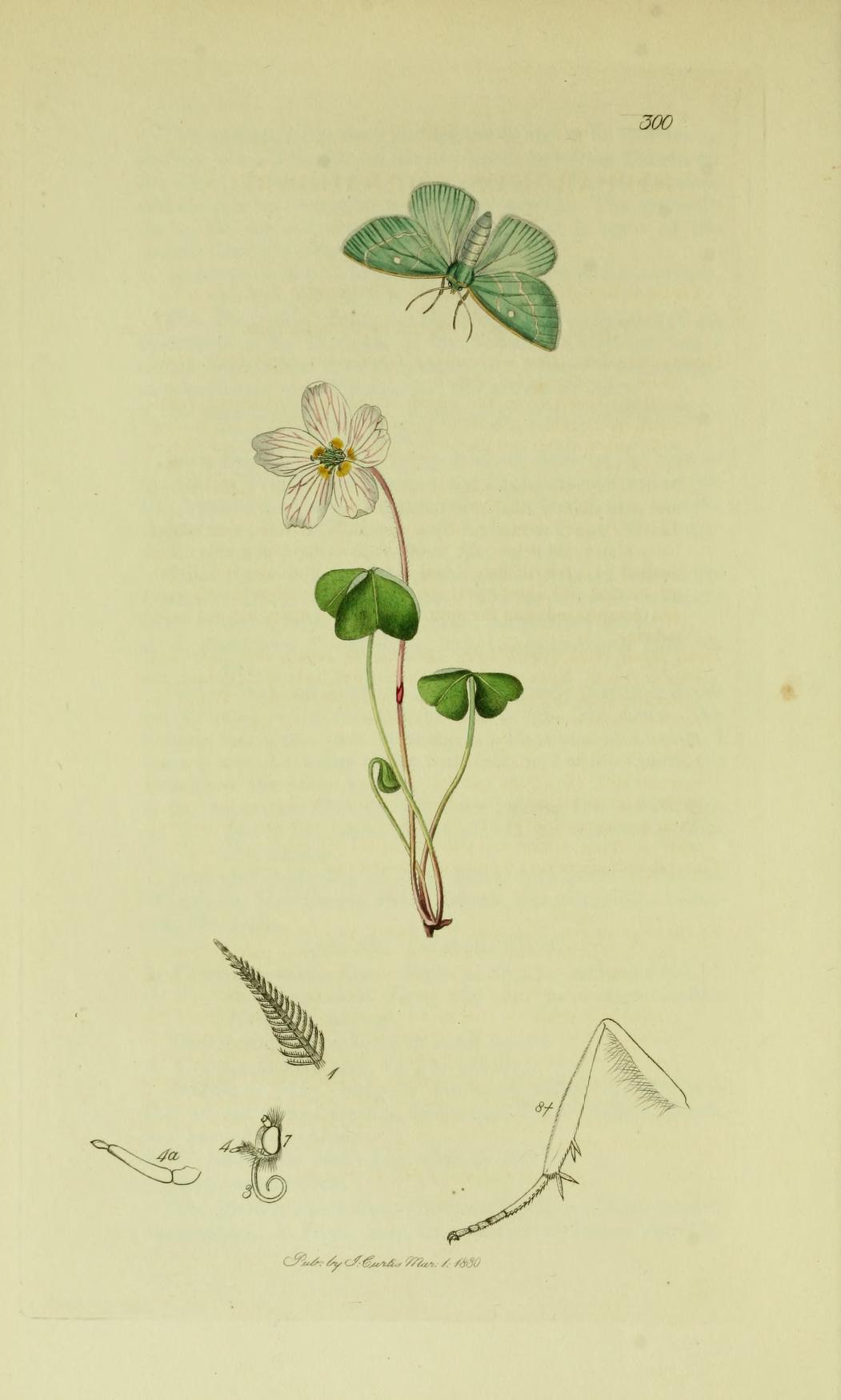
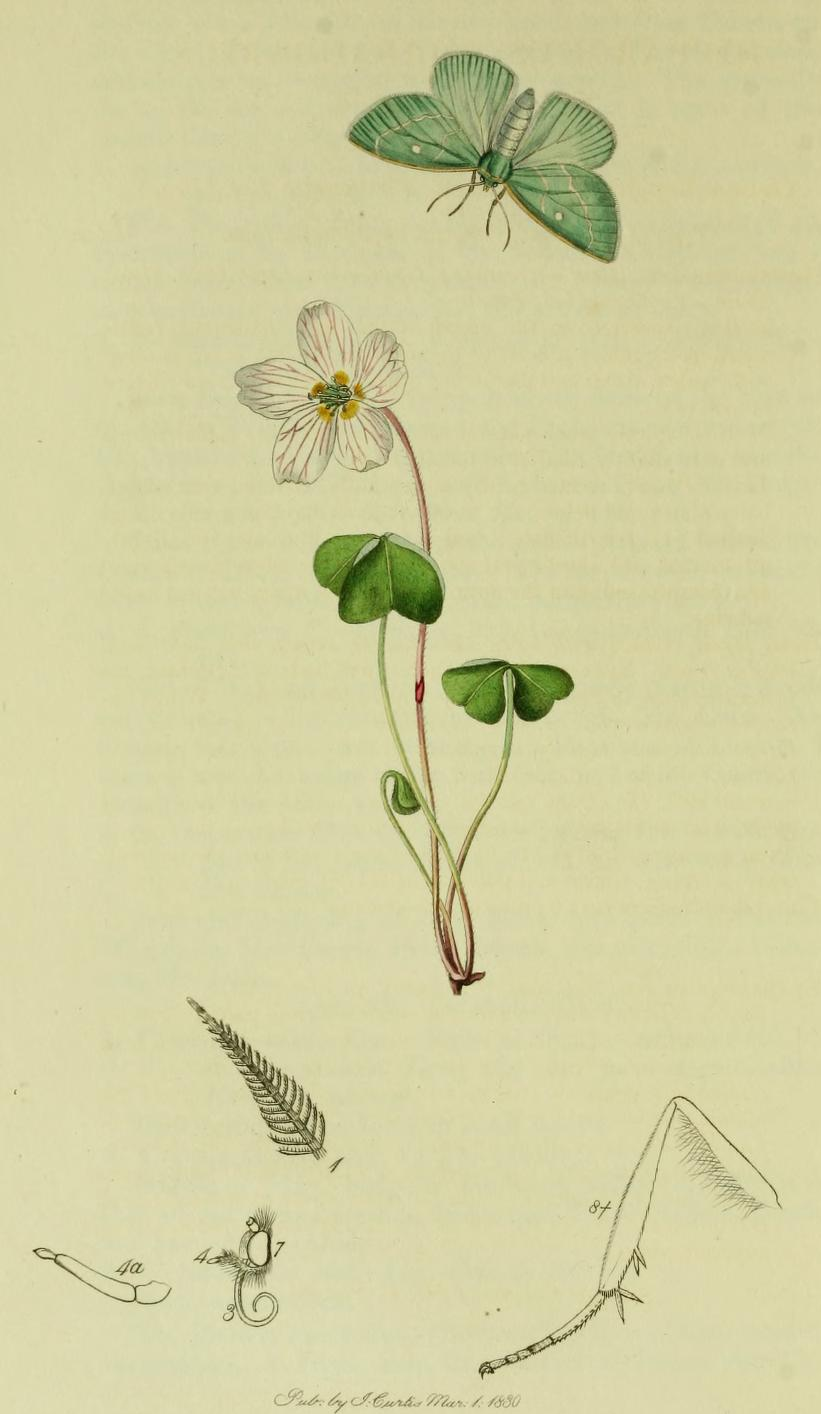
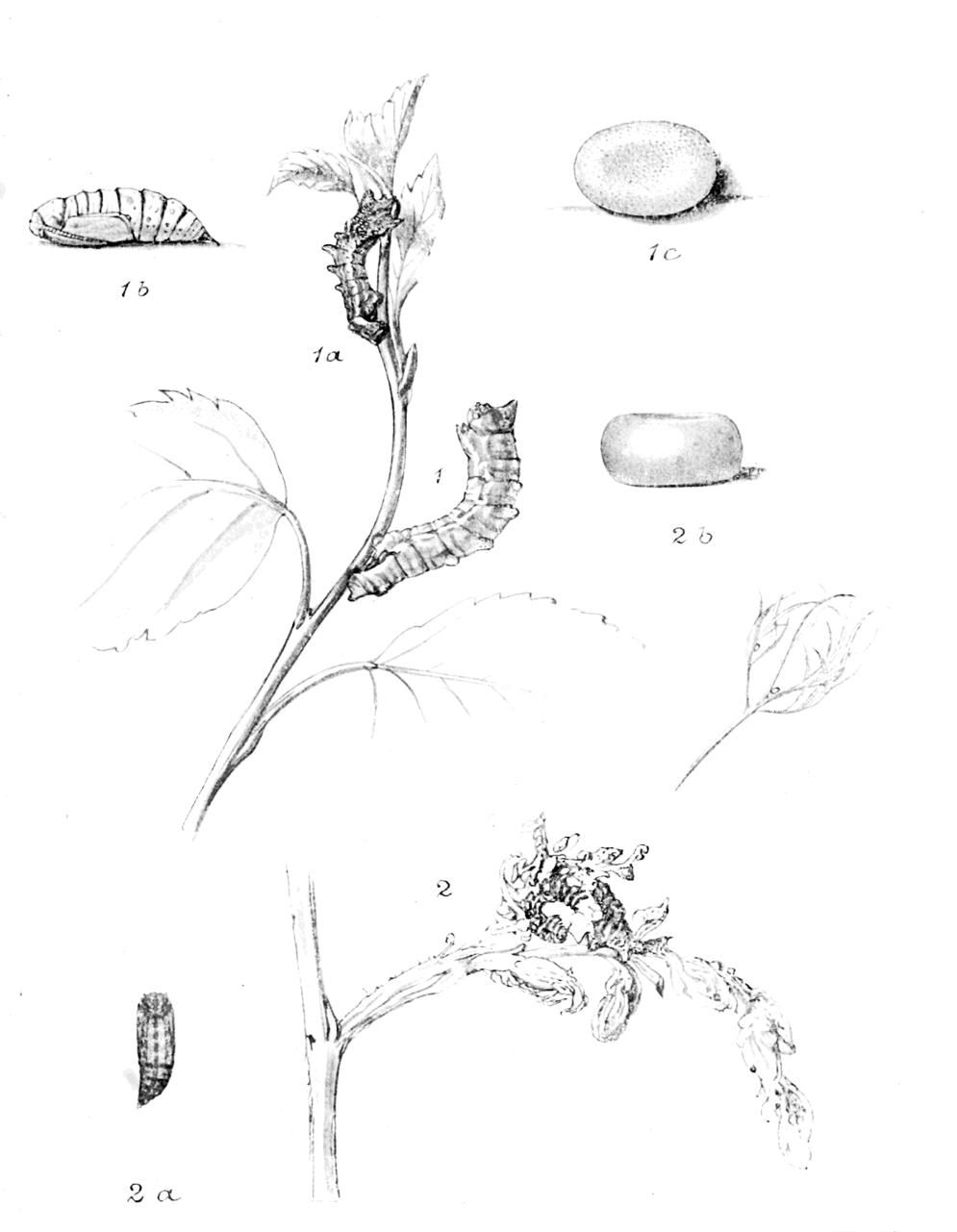
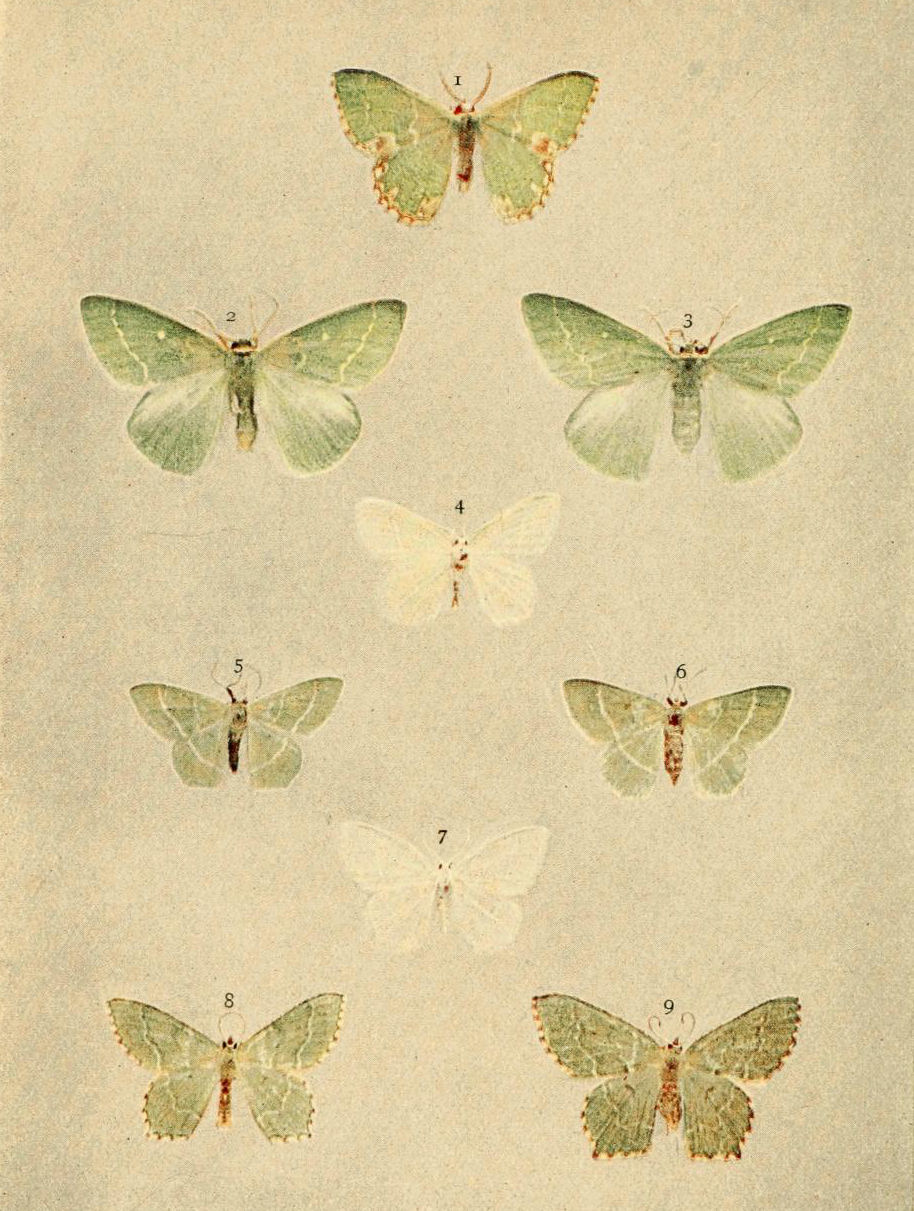